# 고방산 초대소
고방산 초대소는 평양 대동강변에 위치한 고급 휴양시설이다.

## 역사
고방산 초대소는 평양시 삼석구역에 속하며 대동강의 5대 갑문 중 하나인 미림갑문으로 형성된 인공호수가 내려다 보이는 곳에 위치해 있어 주변 경관이 빼어나다. 북한 외무성 산하의 초대소이며, 거의 공개가 되지 않아서 태영호 전 공사 정도가 알 만한 시설이다.
평양시 대성구역 안학동 대동강변 고방산 기슭에 자리하고 있다. 숲과 강으로 둘러져 있어 평양 시내의 호텔보다 철저한 보안을 유지할 수 있다. 최고급 호텔인 고려호텔 수준의 고급 내장재를 사용하고, 대부분의 방은 응접실과 침실이 분리된 '스위트룸'이다.
김정은의 대성산 특각(전용별장)이 근처에 있으며, 각종 체육과 오락시설, 도서관, 의료시설 등을 갖췄고 욕실이 딸린 휴양각이 각 방에 배치되어 있다.
한국의 KBS, MBC, YTN, 드라마채널, 미국 CNN, 중국 CCTV 시청은 물론 네이버, 다음 등 인터넷 포털 이용도 가능하다.
1994년 제1차 북핵위기 당시 '핵상무조'가 구성되었다. 상무조는 서울말로 태스크포스팀이다. 핵상무조는 평양시 교외에 있는 외교부 고방산 초대소에서 가족과의 접촉마저 금지된 가운데 1994년 제네바 합의가 채택될 때까지 수년간 핵외교 전략의 수립과 집행을 전담했다.
2002년 10월 22일부터 사흘 동안 평양 외곽 고방산 초대소에서 케도-북한 실무진이 함남 금호지구 경수로건설현장과 서울을 연결하는 독자 위성 통신망 구축을 위한 실무협상을 벌였다. 이를 위해 황하수 경수로사업지원기획단 정책조정부장 등 실무진이 방북했다.
고방산 초대소에는 남북 간 직통전화도 설치되어 있다. 판문점을 경유해 서울과 평양을 잇는 통신선 가운데 하나를 열어 전화나 팩스, 인터넷으로 연결되어 있다.
2013년 1월에 구글의 에릭 슈미트 회장이 묵었다.
2018년 한국의 대통령 특사단이 방북해서 처음 한국측에 공개되었다. 수십년간 한국의 대통령과 특사들은 모두 백화원 초대소를 이용했는데, 이번에 처음으로 고방산 초대소를 이용하게 되었다. 정의용 국가안보실장이 수석특사이며, 서훈 국정원장, 천해성 통일부 차관, 김상균 국정원 2차장, 윤건영 대통령비서실 국정상황실장 등 대통령 특사 5명에 실무진을 포함한 총 10명의 대북특사단이 고방산 초대소에서 1박 2일을 지냈다.
한국의 국가안보실장은 미국 국가안보보좌관과 같은 자리인데, 미국과 달리 한국은 장관 보다 하나 위에 계급이다. 국무총리보다는 낮다.
북한 관광을 전문으로 하는 한 중국 여행사 사이트에는 "고급스러운 객실이 있고, 특실 등에는 사우나와 스파용 욕조가 있다"고 소개했다. 객실 종류는 4가지로, 요금은 1박에 한화 10만원대부터 60만원대까지 다양하다.
미국 주간지 뉴요커의 에번 오스노스 기자는 2017년 9월 자신의 기사에서 고방산 초대소를 “옥수수밭과 논으로 둘러싸여 있는 평양 외곽에 있는 작은 3층짜리 호텔”로 묘사하며 “샹들리에, 모조 다이아몬드, 고급 소파 등 저렴한 비용이지만 화려한 분위기였다. (기자 일행은 이곳에 묵은) 유일한 손님이었다. 하루에 141달러(약 15만원)를 지급했다”고 설명했다.